# ABA Liga 2024-2025
La ABA Liga 2024-2025, nota anche come AdmiralBet ABA League per motivi di sponsorizzazione, è stata la 24ª edizione della Lega Adriatica, la prima in seguito all'espansione a 16 squadre partecipanti. In aggiunta alle squadre provenienti da Serbia, Croazia, Montenegro, Slovenia e Bosnia ed Erzegovina, è stata aggiunta anche una squadra proveniente dagli Emirati Arabi Uniti, con la competizione che vede una partecipante esterna all'ex-Jugoslavia per la prima volta dall'edizione 2014-15.
La competizione è stata vinta dal Partizan, per l'ottava volta nella sua storia.

## Stagione

### Novità
Alla competizione prendono parte 16 squadre: le 14 provenienti dalla stagione 2023-2024, con l'aggiunta dello Spartak Subotica, promosso dalla ABA 2 Liga, e del Dubai BC, squadra proveniente dagli Emirati Arabi Uniti e invitata dalla ULEB.

### Squadre partecipanti
Serbia
- Borac Čačak
- Stella Rossa
- FMP Belgrado
- Mega Belgrado
- Partizan
- Spartak Subotica

 Croazia
- Cibona Zagabria
- Spalato
- Zara

 Montenegro
- Budućnost
- Mornar Bar
- Studentski Centar

 Slovenia
- Cedevita Olimpija
- Krka Novo mesto

 Bosnia ed Erzegovina
- Igokea

 Emirati Arabi Uniti
- Dubai BC

## Regular season
|  | Qualificate ai play-off |

|     | Squadra           | G  | V  | P  | PF   | PS   | Diff. | P.ti |
| --- | ----------------- | -- | -- | -- | ---- | ---- | ----- | ---- |
| 1.  | Budućnost         | 30 | 26 | 4  | 2699 | 2320 | +379  | 56   |
| 2.  | Partizan          | 30 | 26 | 4  | 2719 | 2246 | +473  | 56   |
| 3.  | Dubai BC          | 30 | 25 | 5  | 2633 | 2324 | +309  | 55   |
| 4.  | Stella Rossa      | 30 | 23 | 7  | 2672 | 2365 | +307  | 53   |
| 5.  | Igokea            | 30 | 19 | 11 | 2628 | 2599 | +29   | 49   |
| 6.  | Cedevita Olimpija | 30 | 19 | 11 | 2545 | 2400 | +145  | 49   |
| 7.  | Spartak Subotica  | 30 | 17 | 13 | 2563 | 2467 | +96   | 47   |
| 8.  | Mega Belgrado     | 30 | 16 | 14 | 2479 | 2454 | +25   | 46   |
| 9.  | Zara              | 30 | 14 | 16 | 2300 | 2282 | +18   | 44   |
| 10. | FMP Belgrado      | 30 | 14 | 16 | 2389 | 2551 | -162  | 44   |
| 11. | Studentski Centar | 30 | 11 | 19 | 2551 | 2642 | -91   | 41   |
| 12. | Borac Čačak       | 30 | 10 | 20 | 2261 | 2482 | -221  | 40   |
| 13. | Spalato           | 30 | 9  | 21 | 2308 | 2483 | -175  | 39   |
| 14. | Krka Novo mesto   | 30 | 5  | 25 | 2457 | 2645 | -188  | 35   |
| 15. | Cibona Zagabria   | 30 | 4  | 26 | 2291 | 2666 | -375  | 34   |
| 16. | Mornar Bar        | 30 | 2  | 28 | 2243 | 2812 | -569  | 32   |

## Playoff

### Tabellone
|  | Quarti di finale  | Quarti di finale  | Quarti di finale | Quarti di finale | Quarti di finale |  |  | Semifinali   | Semifinali   | Semifinali | Semifinali | Semifinali |    |    | Finale    | Finale    | Finale    | Finale | Finale | Finale | Finale |  |
|  |                   |                   |                  |                  |                  |  |  |              |              |            |            |            |    |    |           |           |           |        |        |        |        |  |
|  | Budućnost         | Budućnost         | Budućnost        | 96               | 92               |  |  |              |              |            |            |            |    |    |           |           |           |        |        |        |        |  |
|  | Mega Belgrado     | Mega Belgrado     | Mega Belgrado    | 80               | 87               |  |  | Budućnost    | Budućnost    | 104        | 81         | 81         |    |    |           |           |           |        |        |        |        |  |
|  | Stella Rossa      | Stella Rossa      | Stella Rossa     | 87               | 95               |  |  | Stella Rossa | Stella Rossa | 70         | 100        | 78         |    |    |           |           |           |        |        |        |        |  |
|  | Igokea            | Igokea            | Igokea           | 77               | 90               |  |  |              |              |            |            |            |    |    | Budućnost | Budućnost | Budućnost | 88     | 84     | 67     | 75     |  |
|  | Partizan          | Partizan          | Partizan         | 100              | 82               |  |  |              |              | Partizan   | Partizan   | Partizan   | 94 | 73 | 93        | 90        |           |        |        |        |        |  |
|  | Spartak Subotica  | Spartak Subotica  | Spartak Subotica | 75               | 75               |  |  | Partizan     | Partizan     | 102        | 95         | 114        |    |    |           |           |           |        |        |        |        |  |
|  | Dubai BC          | Dubai BC          | 86               | 89               | 85               |  |  | Dubai BC     | Dubai BC     | 72         | 100        | 97         |    |    |           |           |           |        |        |        |        |  |
|  | Cedevita Olimpija | Cedevita Olimpija | 85               | 94               | 76               |  |  |              |              |            |            |            |    |    |           |           |           |        |        |        |        |  |

## Spareggio retrocessione/promozione
La squadra classificata al 15º posto in classifica e la seconda classificata della ABA 2 Liga 2024-2025 devono scontrarsi in una serie per ottenere un posto nella stagione successiva in Lega Adriatica.
| Squadra 1 | Totale | Squadra 2 | Gara 1 | Gara 2 | Gara 3 |
| --------- | ------ | --------- | ------ | ------ | ------ |
| Cibona    | 0-2    | Ilirija   | 88-93  | 66-89  | -      |

## Premi e riconoscimenti
- ABA Liga MVP:  McKinley Wright,  Budućnost
- ABA Liga Finals MVP:  Tyrique Jones,  Partizan
- Allenatore dell'anno:  Andrej Žakelj,  Budućnost
- Miglior prospetto:  Bogoljub Marković,  Mega Belgrado
- Miglior difensore:  Isaac Bonga,  Partizan
- Quintetto ideale:[2]
  -  Bryce Jones,  Igokea
  -  McKinley Wright,  Budućnost
  -  Sterling Brown,  Partizan
  -  Filip Petrušev,  Stella Rossa
  -  Kenan Kamenjaš,  Budućnost